# Zespół Szkół Mechanicznych w Opolu
Zespół Szkół Mechanicznych w Opolu – placówka o wieloletniej tradycji, powstała w 1947 roku Siedziba znajduje się na ulicy Edmunda Osmańczyka 22, obok Zamku Górnego.

## Historia
- XIV wiek – Władysław Opolczyk zbudował w najwyżej położonym punkcie miasta – na Górce – zamek, który stanowił część systemu fortyfikacyjnego.
- 1667 – pojawienie się w Opolu jezuitów. Jako uposażenie otrzymali budynki, które dzisiaj należą do Muzeum Śląska Opolskiego.
- 1669 – cesarz Leopold I podarował ojcom zniszczony Zamek Górny i już w 1670 obok zachowanej w dobrym stanie wieży, służącej czasami jezuitom za mieszkanie, został postawiony gmach gimnazjum.
- XVIII – Prusacy zajęli Śląsk. Od profesorów – jezuitów wymagano by uczyli po niemiecku. Ponadto sam zakon przeżywał trudne chwile. Mimo że papież Klemens XIV zadecydował o jego likwidacji (1773) jezuici nadal działali w Opolu, a gimnazjum kształciło przyszłych studentów.
- 1801 – powołanie Królewskiego Gimnazjum Katolickiego
- 1815 – szkoła przeszła reorganizację. Stopniowo rosła liczba uczniów (256 w roku 1836)
- 1937 – zmiana nazwy szkoły z Katolickiego na Grodzkie Gimnazjum,
- 15 IX 1947 – powołanie Państwowej Szkoły Przemysłowej,
- lata 50 i 60 – mieściły się tu między innymi:
  - Technikum Mechaniczne
  - Zasadnicza Szkoła Metalowa
  - Technikum Mechaniczne dla Pracujących
  - Szkoła Mistrzów
  - Zasadnicza Szkoła Zawodowa dla Pracujących
  - Technikum Mechaniczne dla Obcokrajowców
  - Technikum Samochodowe
  - Technikum Przemysłowo-Pedagogiczne
  - Pedagogiczna Szkoła Techniczna,
- 1975 – zmiana nazwy na Zespół Szkół Mechanicznych.

## Rektorzy kolegium jezuickiego
- 1668-1673  Wenzeslaus Schwertfer – Przełożony placówki jezuickiej
- 18.01.1673 – 1.12.1677 Wenzeslaus Schwertfer
- 21.12.1677-1680 Johann Pissek
- 8.01.1681-1684 Johann Paczinsky
- 24.02.1684-1687 Georg Bellmann
- 23.11.1687-1690 Johann Nestor
- 17.12.1690-1696 Georg Ohm
- 26.11.1696-1700 Andreas Riedel
- 3.01.1700-1703 Georg Hoffmeister
- 21.01.1703-1706 Thomas Ostrowsky
- 29.06.1706-1709 Leopold Hassnigk
- 20.10.1709-1712 Christoph Prokop
- 28.10.1712-1716 Christoph Sadlo
- 15.10.1716-1719 Christoph Felix
- 29.10.1719-1723 Franz Fechner
- 14.10.1723-1730 Carl Maget
- 31.01.1730-1733 Heinrich Kral
- 15.03.1733-1736 Thomas Sigl
- 1736-1739 Adalbert Pubetz
- 20.08.1739-1743 Franz Streit
- 20.02.1743-1746 Christian Rolcke
- 3.11.1746-1749 Leopold Guntzel
- 1750-1754 Johann Kranich
- 1754- Wenzlaus Etzendorfer
- 29.03.1764 – Franz Banowski

## Rektorzy Królewskiego Gimnazjum Katolickiego
- 1794-12.12.1806 Joseph Buchitz
- 1806-1814 Johannes Floegel
- 1814-1815 Anton Piehatzek (Pierwszy nie duchowny Rektor) p.o.
- 1815-1818 ?
- 1818-2.10.1841 Anton Piehatzek
- 4.10-15.12 1841 dr August Stinner p.o
- 16.12.1841-1.10.1878 dr August Stinner
- 1879-1883 dr Hermann Wentzel
- 1883-1898 dr Karl Bruhl
- 1898-1905 dr Oswald May
- 1905-1919 dr Joseph Sprotte
- 1919-1924 dr Wilhelm Kothe
- 1924-1932 dr Linus Patschkowsky
- 1933-1945 dr Richard Gottwald

## Powojenni Dyrektorzy
- 1945-1950 dr Franciszek Petela
- 1950-1959 Jan Matczyński
- 1959-1961 Jan Mazurkiewicz
- 1961-1974 Jan Matczyński
- 1974-1978 dr Stanisław Micek
- 1978-1990 Franciszek Dzionek
- 1990-1994 Henryk Rosiński
- 1994-1995 Danuta Pawliszyn
- 1995-1998 Aleksander Iszczuk
- 1998-nadal Bogusław Januszko

## Znani absolwenci
- Ryszard Galla – polityk, działacz mniejszości niemieckiej, poseł na Sejm
- Joachim Halupczok – kolarz, olimpijczyk, mistrz świata 1989
- Ryszard Knosala – polityk i inżynier, profesor nauk technicznych, poseł na Sejm, senator
- Adam Malcher - piłkarz ręczny grający na pozycji bramkarza, reprezentant kraju, brązowy medalista mistrzostw świata 2009
- Jerzy Szczakiel - żużlowiec Kolejarza Opole, pierwszy polski indywidualny mistrz świata 1973[1]